# Alchemilla zapalowiczii
Alchemilla zapalowiczii es una especie de planta del género Alchemilla, perteneciente a la familia Rosaceae.

## Taxonomía
Alchemilla zapalowiczii fue descrita por Pawł. en 1953.

## Distribución
Se encuentra en el territorio este de los Cárpatos.